# Sternenberg, Zürich
Sternenberg är en ort i kommunen Bauma i kantonen Zürich i Schweiz. Den ligger cirka 28 kilometer öster om Zürich. Orten har 370 invånare (2023).
Orten var före den 1 januari 2015 en egen kommun, men inkorporerades då i kommunen Bauma.